# Anton Reimer
Anton Reimer (* 25. Februar 1904 in Prag, Österreich-Ungarn; † 17. November 1970 in München) war ein deutscher Schauspieler, Hörspiel- und Synchronsprecher.

## Leben
Nach dem Abitur absolvierte Reimer zunächst ein Jurastudium an der Deutschen Universität Prag. Auf das Examen folgte die Promotion zum Dr. iur. Daneben nahm er zusätzlich Schauspielunterricht bei Fritz Bogyansky in Prag. 1929 gab er als Sekretär in Hugo von Hofmannsthals Der Schwierige am Deutschen Theater Prag sein Bühnendebüt. Nach einem ersten Engagement in Prag ging Reimer von 1931 bis 1933 an die Vereinigten Theater Breslau, ehe er für fünf weitere Jahre als erster jugendlicher Charakterspieler und Komiker nach Prag zurückkehrte. Während des Zweiten Weltkrieges führte ihn seine künstlerische Laufbahn nach München, wo er von 1940 bis 1950 am Volkstheater und ab 1954 an den Kammerspielen spielte. Im Laufe seiner Bühnenkarriere verkörperte Reimer zahlreiche klassische Rollen: In Prag war er beispielsweise als „Junker von Bleichenwang“ in William Shakespeares Was ihr wollt, als „Schlender“ in Joseph von Eichendorffs Die Freier und als „Leon“ in Franz Grillparzers Weh dem, der lügt (jeweils in Prag) zu sehen, in Breslau als „Brackenburg“ in Goethes Egmont, in München spielte er den „Schnoferl“ in Johann Nepomuk Nestroys Mädel aus der Vorstadt, den „Zwirn“ in Nestroys Lumpazivagabundus, den „Alpenkönig“ in Ferdinand Raimunds Alpenkönig und Menschenfeind, den „Sakini“ in John Patricks Das kleine Teehaus und gehörte zur Besetzung der deutschen Erstaufführung von Jean Anouilhs Passagier ohne Gepäck.
Bereits 1941 übernahm er in Alois Johannes Lippls Alarmstufe V eine frühe Filmrolle. In den 1950er und 1960er Jahren spielte er in zahlreichen Fernsehproduktionen wie Fritz Umgelters mehrteiligem Kriegsdrama So weit die Füße tragen, August Everdings Der Nachfolger und Paul Verhoevens Mamsell Nitouche. Außerdem übernahm er Gastrollen in Fernsehserien wie Graf Yoster gibt sich die Ehre und Die seltsamen Methoden des Franz Josef Wanninger. In der Serie Die Gäste des Felix Hechinger spielte er als „Magnus Braun“ sogar eine durchgehende Rolle. Zu Reimers wenigen Filmproduktionen zählen Richard Häußlers Die schöne Tölzerin, Franz Peter Wirths Kriminalfilm Menschen im Netz und die Komödie Onkel Filser – Allerneueste Lausbubengeschichten nach Motiven von Ludwig Thoma.
Seit 1948 war Reimer zudem umfangreich als Sprecher für Hörspiele und Synchronisation tätig. Als Synchronsprecher lieh er seine Stimme unter anderem Louis de Funès in Die Damen lassen bitten, Fantomas gegen Interpol und Scharfe Sachen für Monsieur, Alec Guinness in Die seltsamen Wege des Pater Brown, Donald Crisp in Die Abenteuer des Mark Twain, Jean Saudray als Ben Gunn in dem Abenteuervierteiler Die Schatzinsel, Herbert Lom in Die Ratte von Soho sowie Al St. John als Fuzzy in verschiedenen Western.
Reimer war mit der Schauspielerin Margot Berger, die in der Zeit des Nationalsozialismus in 8 Filmen auftrat, verheiratet. Am 17. November 1970 starb er im Alter von 66 Jahren und fand seine letzte Ruhe auf dem Münchner Friedhof Haidhausen.

## Filmografie (Auswahl)
- 1941: Alarmstufe V
- 1952: Die schöne Tölzerin
- 1955: Der grüne Kakadu
- 1957: Rot ist die Liebe
- 1957: Don Carlos
- 1958: Die Alkestiade
- 1959: So weit die Füße tragen
- 1959: Menschen im Netz
- 1960: Das Kamel geht durch das Nadelöhr
- 1962: Der kleine Lord
- 1963: Der Nachfolger
- 1963: Mamselle Nitouche
- 1963: Leonce und Lena
- 1963: Don Carlos – Infant von Spanien
- 1964–1965: Die Gäste des Felix Hechinger
- 1965: Der Sündenbock
- 1965: Der Ruepp
- 1965: Ein Anruf für Mister Clark
- 1966: Portrait eines Helden
- 1966: Der Fall Jeanne d’Arc
- 1966: Der Fall Mata Hari
- 1966: Die rote Rosa
- 1966: Onkel Filser – Allerneueste Lausbubengeschichten
- 1966: Die seltsamen Methoden des Franz Josef Wanninger – Eine verhängnisvolle Erfindung (TV-Serie)
- 1967: Leuchtfeuer
- 1967: Lord Arthur Saviles Verbrechen
- 1967: Der Trinker
- 1967: Das Attentat – L.D. Trotzki
- 1968: Ein Schweigen vom Himmel
- 1969: Alte Kameraden
- 1969: Die mißbrauchten Liebesbriefe
- 1969: Die Konferenz der Tiere
- 1970: Hanna Lessing

## Hörspiele (Auswahl)
- 1947: Lucile Morreau – Regie: Helmut Brennicke
- 1948: Heroische Komödie – Regie: Helmut Brennicke
- 1950: Was sagen die Götter dazu? – Regie: Fritz Benscher
- 1952: Liebelei (nach Arthur Schnitzler) – Regie: Heinz-Günter Stamm
- 1953: Gelähmte Schwingen (nach Ludwig Thoma) – Regie: Olf Fischer
- 1953: Der Herr von Paris – Regie: Fritz Benscher
- 1955: Grieminahles – Mitautor und Regie: Walter Netzsch
- 1955: Aber, aber, Herr Inspektor – Regie: Fritz Benscher
- 1955: Fuzzy gegen Tod und Teufel (Synchronarbeit; erschienen bei Inter-Pathé)
- 1955: Fuzzy: Terror in Texas (Synchronarbeit; erschienen bei Inter-Pathé)
- 1955: Fuzzy: Kampf ohne Gnade (Synchronarbeit; erschienen bei Inter-Pathé)
- 1955: Fuzzy: Gefährliches Spiel (Synchronarbeit; The Lone Rider in Ghost Town/The Lone Rider Crosses Rio, erschienen bei Inter-Pathé)
- 1956: Fuzzy: Der Held des wilden Westens (Synchronarbeit; erschienen bei Inter-Pathé)
- 1956: Der Schwan (nach Franz Molnar) – Regie: Heinz-Günter Stamm
- 1956: Eine wahre Geschichte – Regie: Heinz-Günter Stamm
- 1957: Die Ballade vom halben Jahrhundert (von Leopold Ahlsen) –  Regie: Heinz-Günter Stamm
- 1957: Der veruntreute Himmel (nach Franz Werfel) – Regie: Heinz-Günter Stamm
- 1957: Der Mensch im Schilderhaus – Regie: Heinz-Günter Stamm
- 1957: Der weiße Adler – Regie: Heinz-Günter Stamm
- 1957: Der Mann im Keller – Regie: Fritz Benscher
- 1957: 3x Dick und Doof (Synchronarbeit: Helpmates, Going bye-bye u. Beau Hunks; Filmkopie im Archiv der Inter-Pathé)
- 1958: Mr. Popple greift in die Tasche – Regie: Walter Netzsch
- 1958: Flachsmann als Erzieher – Regie: Heinz-Günter Stamm
- 1958: Götz von Berlichingen mit der eisernen Hand (nach Johann Wolfgang von Goethe) – Regie: Heinz-Günter Stamm
- 1959: Das Lied der Drehorgel – Regie: Heinz-Günter Stamm
- 1959: Das Lied von Bernadette (nach Franz Werfel) – Regie: Heinz-Günter Stamm
- 1959: Neues von Dickie Dick Dickens! (Mehrteiler von Rolf und Alexandra Becker) – Regie: Walter Netzsch
- 1959: Gestatten, mein Name ist Cox: Tod auf Gepäckschein 3311 (7 Teile, von Rolf und Alexandra Becker) – Regie: Walter Netzsch
- 1959: Madame Sans-Gêne – Regie: Heinz-Günter Stamm
- 1959: Madame Aurélie oder Die Frau des Bäckers – Regie: Heinz-Günter Stamm
- 1959: Arm wie eine Kirchenmaus – Regie: Heinz-Günter Stamm
- 1960: Inspektor Hornleigh (1. Staffel) – Regie: Walter Netzsch
- 1960: Dickie Dick Dickens – wieder im Lande (3. Staffel, von Rolf und Alexandra Becker) – Regie: Walter Netzsch
- 1960: Peter Voss, der Millionendieb (Mehrteiler, nach Ewald Gerhard Seeliger) – Regie: Heinz-Günter Stamm
- 1961: Morgen sind Sie König – Regie: Heinz-Günter Stamm
- 1961: Welle Ikarus antwortet nicht – Regie: Walter Netzsch
- 1961: Die kluge Wienerin – Regie: Heinz-Günter Stamm
- 1961: Maigret und sein Revolver (nach Georges Simenon) – Regie: Heinz-Günter Stamm
- 1961: Maigret und seine Skrupel (nach Georges Simenon) – Regie: Heinz-Günter Stamm
- 1961: Die Stunde Null war drei Uhr fünfzehn (Fünfteiler von Rolf und Alexandra Becker) – Regie: Walter Netzsch
- 1962: Inspektor Hornleigh (2. Staffel) – Regie: Walter Netzsch
- 1963: Memoiren eines Butlers – Regie: Heinz-Günter Stamm
- 1963: Das Wunder des heiligen Krispin – Regie: Heinz-Günter Stamm
- 1963: Silberstrahl (nach Arthur Conan Doyle) – Regie: Heinz-Günter Stamm
- 1963: Inspektor Hornleigh (3. Staffel) – Regie: Walter Netzsch
- 1964: Der Mann, der Sherlock Holmes war – Regie: Otto Kurth
- 1964: Sir Arthur Conan Doyle – Regie: Otto Kurth
- 1964: Die schwarze Dame – Regie: Fritz Benscher
- 1964: Das kleine Hofkonzert – Regie: Heinz-Günter Stamm
- 1964: Ein unmöglicher Mensch – Regie: Fritz Benscher
- 1964: Pamela – Regie: Heinz-Günter Stamm
- 1966: Olympia (nach Franz Molnar) – Regie: Heinz-Günter Stamm
- 1966: Ein gutgekleideter Herr – Regie: Walter Netzsch
- 1967: Ein Fall für Dr. Dahlberg – Regie: Fritz Benscher
- 1967: Silvia und die Freier – Regie: Heinz-Günter Stamm
- 1969: Besuch ohne Anmeldung – Regie: Walter Netzsch
- 1971: Kostümverleih – Regie: Heinz-Günter Stamm